# Andolie Luck
Andolie Susannah Luck, född 14 juni 1876 i Stockholm, död 1 januari 1955 i Malton, Yorkshire, England, var en svensk målare och kopist.
Hon var dotter till grosshandlaren Percy Frère Luck och Hildur Vendela Carolina Evangelina Wikström och från 1905 gift med löjtnanten Charles Cardale samt syster till Charles Luck. Hon studerade konst för Ottilia Adelborg och Caleb Althin omkring 1900 och fortsatte därefter konststudierna i England 1903-1904. Som illustratör illustrerade hon bland annat Anna Maria Roos Ratty, Tatty och Ratty-Tatty 1906. Hennes konst består av figurer och landskap samt kopior av andra mästares verk.